# Perseo (torpediniera)
La Perseo è stata una torpediniera della Regia Marina, che operò nella guerra civile spagnola e nella seconda guerra mondiale, durante la quale affondò nel corso della battaglia del convoglio Campobasso.

## Storia
Nel 1937 la nave compì una crociera di prova che la portò a Tripoli.
Durante la guerra civile spagnola, nel 1937, la Perseo operò nel canale di Sicilia in missioni a contrasto del contrabbando di rifornimenti a favore delle truppe spagnole repubblicane.
All'ingresso dell'Italia nella seconda guerra mondiale la Perseo faceva parte della X Squadriglia Torpediniere di base a La Spezia, che formava unitamente alle gemelle Vega, Sirio e Sagittario. Fu destinata principalmente a missioni di scorta convogli da e per il Nordafrica, svolgendone 81.
Nel corso del 1941 le scarsamente efficienti mitragliere da 13,2 mm vennero sbarcate e sostituite da 6-10 armi da 20/65 mm, di maggiore efficacia.
Il 10 aprile 1941 la nave salpò da Palermo per scortare a Tripoli, insieme alle vetuste torpediniere Montanari e Missori, i piroscafi Bosforo ed Ogaden e le navi cisterna Persiano e Superga; il convoglio subì due attacchi di sommergibili: il primo, infruttuoso, il giorno 11, da parte dell'HMS Upholder, al largo di Capo Bon; il secondo, l'indomani, da parte dell'HMS Tetrarch, si concluse con l'affondamento della Persiano in posizione 33°29' N e 14°01' E. Da Malta salpò inoltre per intercettare il convoglio una formazione composta dai cacciatorpediniere Jervis, Janus, Nubian e Mohawk, ma le due formazioni non si incontrarono.
Nei giorni successivi al 16 aprile la Perseo prese parte alle operazioni di soccorso dei naufraghi del convoglio «Tarigo», distrutto da una formazione di cacciatorpediniere britannici (fu possibile salvare 1248 dei circa 3000 uomini a bordo delle navi affondate).
Dal 5 al 7 maggio l'unità scortò, insieme ai cacciatorpediniere Fulmine ed Euro ed alle torpediniere Centauro, Orsa, Cigno e Procione, un convoglio composto dai piroscafi Marburg, Kybfels, Rialto, Reichenfels e Marco Polo sulla rotta da Tripoli a Palermo.
Il 24 maggio la nave fu inviata, insieme alla gemella Calliope ed alla più anziana torpediniera Calatafimi, a rinforzare la scorta (cacciatorpediniere Freccia, torpediniere Procione, Orione e Pegaso) di un convoglio composto dai trasporti truppe Conte Rosso, Marco Polo, Esperia e Victoria, diretto in Libia. Perseo, Calliope e Calatafimi lasciarono il convoglio per tornare alla base alle 19.10 (in serata il convoglio fu attaccato dal sommergibile britannico Upholder che silurò ed affondò il Conte Rosso, con la morte di 1297 uomini).
Il 26 maggio 1941 la Perseo effettuò una missione di posa di mine ad est di Malta, insieme alle gemelle Circe, Clio e Calliope.
Il 20 novembre 1941 la torpediniera salpò da Napoli per scortare in Libia, insieme al cacciatorpediniere Turbine, il convoglio «C» (motonavi Napoli e Vettor Pisani), ma alle 00.23 del 21 novembre lasciò il convoglio e fu inviato a fornire assistenza all'incrociatore leggero Duca degli Abruzzi, gravemente danneggiato da un aerosilurante, che scortò a Messina unitamente all'incrociatore leggero Garibaldi e ad 8 cacciatorpediniere.
Il 25 novembre la Perseo scortò le motozattere tedesche F 146, F 148, F 150 ed F 160 da Pantelleria e Lampedusa a Tripoli.
Il 1º dicembre la torpediniera ripartì da Tripoli per scortare a Bengasi le quattro motozattere di alcuni giorni prima, cariche ciascuna di 80 tonnellate di materiali. Durante la navigazione, tuttavia, a causa del mare mosso la F 160 iniziò ad imbarcare acqua e dopo alcune ore la situazione divenne insostenibile: la Perseo affiancò la motozattera ormai agonizzante prendendone a bordo l'equipaggio, poi ne accelerò l'affondamento a cannonate.
Verso le 9.30 del 20 novembre 1942 la Perseo e la moderna torpediniera di scorta Groppo, lasciarono Biserta di scorta a due motonavi convertite in trasporti truppe, la Puccini e la Viminale, in navigazione di rientro verso l'Italia. Poco dopo l'una e mezza del pomeriggio di quel giorno il convoglio fu assalito da quattro cacciabombardieri statunitensi: gli aerei mitragliarono le navi italiane, uccidendo un uomo e ferendone altri sei sul Viminale, ma senza provocare danni rilevanti.
Il 5 dicembre 1942 la Perseo effettuò un'azione antisommergibile che risultò essere priva di risultati. Alcune fonti hanno attribuito a quest'azione l'affondamento del sommergibile HMS Traveller, che tuttavia è da ritenersi perduto per urto contro mine.
Il 12 dicembre la torpediniera compì un'altra infruttuosa caccia antisom.
Alle 21:00 del 23 dicembre la Perseo lasciò Palermo insieme alla gemella Sirio ed al cacciatorpediniere Lampo per scortare a Biserta le motonavi Viminale e Col di Lana ed il trasporto militare tedesco KT 2. Alle dieci del 24 il sommergibile britannico P 48 cercò di silurare il Viminale al largo di Capo Bon, senza riuscirvi; la reazione della Perseo danneggiò il sommergibile attaccante (poi affondato due giorni dopo dalla torpediniera Ardente). Il convoglio giunse a destinazione alle sette di sera dello stesso giorno.
Il 16 gennaio 1943 la Perseo lasciò Tripoli per scortare a Palermo la moderna motonave da carico D'Annunzio, che aveva imbarcato i detenuti delle carceri di Tripoli, essendo la città ormai prossima alla caduta. Alle 3.30 dello stesso 16 gennaio, mentre il convoglio procedeva con mare mosso di tramontana una sessantina di miglia a sud di Lampedusa, le unità italiane vennero attaccate dalla Forza Q britannica: la componevano i cacciatorpediniere Kelvin, Nubian e Javelin, oltre agli incrociatori leggeri Dido ed Euryalus. La Perseo tentò di reagire ed aprì il fuoco con i propri cannoni, lanciando al contempo quattro siluri che tuttavia non andarono a segno (anche se a bordo della nave si ebbe l'impressione di aver colpito a poppa un cacciatorpediniere nemico). Illuminata dai proiettori delle navi avversarie, la torpediniera fu ripetutamente colpita a poppa, con la messa fuori uso dei cannoni poppieri, gravi danni, incendi (poi spenti da un'ondata che investì la nave) e numerosi morti e feriti. Ormai impossibilitata a reagire, la Perseo ripiegò a bassa velocità e diresse, favorita dal mare mosso, a Lampedusa. Colpita ed incendiata dal Paladin e dallo Javelin, la D'Annunzio esplose ed affondò dopo mezz'ora, in posizione 33°44' N e 11°30' E. Fra l'equipaggio della Perseo, nel combattimento, erano rimasti uccisi 20 uomini.
Il 23 gennaio la torpediniera diede infruttuosamente la caccia al sommergibile HMS Unbending, che alle 8.40 aveva silurato ed affondato il rimorchiatore Luni in posizione 37°53' N e 15°43' E.
Il 29 aprile 1943 la torpediniera, al comando del capitano di corvetta Saverio Marotta, lasciò Napoli per scortare a Tunisi il piroscafo Campobasso, che trasportava 58 militari ed un carico di munizioni, autoveicoli, pezzi d'artiglieria, bombe d'aereo ed altro materiale infiammabile. Causa un'avaria alle macchine della torpediniera, il convoglio dovette forzatamente sostare a Pantelleria. Alle due del pomeriggio del 3 maggio giunse a bordo l'ordine di riprendere la navigazione e si fecero quindi i preparativi per la partenza: alle quattro, terminato l'approvvigionamento d'acqua, iniziarono le manovre, e tre ore dopo la Perseo mollò gli ormeggi e fece rotta per Tunisi alla velocità di 8 nodi. Alle 19.30, in seguito al rilevamento con l'ecogoniometro di echi che avrebbero potuto indicare la presenza di unità subacquee in zona, venne ordinato il posto di combattimento; alle 21.40, terminato l'allarme, la navigazione riprese regolarmente. Alle 23.20 vennero avvistate luci ad ore due, a prua dritta, e fu ordinato il posto di combattimento: si trattava infatti dei cacciatorpediniere britannici HMS Nubian, HMS Paladin e HMS Petard. Alle 23.25, ad ogni modo, cessò l'allarme, ma poco dopo fu ricevuta a bordo la comunicazione da parte di una stazione tedesca che le due navi (che si trovavano in navigazione a circa 22 miglia per 120° da Capo Bon) erano state avvistate da un ricognitore nemico, messaggio ritrasmesso a Supermarina. Alle 23.33 il comandante Marotta, avendo realizzato di essere stato individuato e probabilmente anche seguito, ordinò al Campobasso di aumentare la velocità al massimo (10 nodi), ma due minuti dopo i tre cacciatorpediniere inglesi spararono dei bengala e subito dopo aprirono il fuoco: subito il Campobasso venne colpito e sbandò in fiamme. La Perseo, dopo aver cercato inutilmente di coprire il Campobasso con cortine fumogene, passò al contrattacco e lanciò due siluri da meno di 700 metri con beta 20° contro le navi inglesi, senza successo per le manovre evasive dei cacciatorpediniere. La Perseo aprì anche il fuoco con i cannoni, tentando di ritirarsi verso Capo Bon, ma alle 23.48 una grossa esplosione che devastò il Campobasso illuminò la torpediniera, rendendola visibile alle navi inglesi: mentre manovrava per evitare la pioggia di proiettili che si stava abbattendo su di essa, la Perseo ebbe un'avaria ad un timone e subito fu colpita due volte in rapida successione: un proiettile fece esplodere la caldaia nº 1, provocando la morte tra le fiamme ed i getti di vapore di una cinquantina di giovani marinai diretti al Comando Marina di Tunisi e di gran parte del personale di macchina, ed un secondo colpo andò a segno tra la plancia e la stazione radio (distruggendo le antenne per le comunicazioni). Immobilizzata e devastata, la Perseo fu costretta ad un impari scontro d'artiglieria con le tre navi avversarie, dalle quali fu rapidamente sopraffatta: con le macchine fuori uso, la nave iniziò a sbandare sul lato di dritta ed il comandante Marotta ordinò di prepararsi ad abbandonare la nave, ma alle 23.57 lo scoppio di un proiettile d'artiglieria che colpì la plancia asportò il braccio sinistro del comandante, mentre il comandante in seconda, Levino Ferrara, rimase ucciso nei pressi dei cannoni di poppa; ad assumere il comando fu l'ufficiale di rotta, il sottotenente di vascello Romualdo Balzano, che governò la nave e si sostituì ad un mitragliere morto per sparare contro i proiettori delle navi inglesi, distanti ormai appena 300 metri (le mitragliere erano rimaste le uniche armi funzionanti). Ormai soverchiata dalle navi britanniche, la Perseo venne ridotta ad un relitto in fiamme ed alla deriva e Balzano dovette dare l'ordine di abbandonare la nave, restando poi a bordo per verificare sulla nave non fosse rimasto nessuno ancora vivo. Il comandante Marotta, svenuto e portato su una scialuppa, quando riprese i sensi e si rese conto che la nave ancora galleggiava, si fece condurre sottobordo, ma finì in mare a causa del capovolgimento dell'imbarcazione; chiamò Balzano chiedendogli di gettargli qualcosa per tenersi a galla. Balzano, dopo aver preso un salvagente ed essersi guardato intorno in cerca di eventuali altri superstiti, si gettò in acqua, ma Marotta era ormai scomparso; quando infine riuscì a trovarlo, il comandante era ormai morto. Alla memoria del comandante Marotta fu conferita la Medaglia d'oro al valor militare. Poco più tardi la Perseo esplose ed affondò circa 8 miglia ad est di Kélibia, seguita dopo un'ora e mezza dall'inizio dello scontro dal Campobasso, a sua volta saltato in aria.
67 sopravvissuti della Perseo, tra cui Balzano, e 4 del Campobasso (altri 16 superstiti del piroscafo riuscirono a raggiungere su di una scialuppa la costa tunisina) vennero recuperati alcune ore dopo dalla nave ospedale Principessa Giovanna, proveniente da Tunisi dopo aver caricato circa 830 tra feriti e malati, ma alle 14.40 ed alle 18 del 6 maggio la nave ospedale, nonostante fosse perfettamente riconoscibile, venne bombardata e mitragliata da cacciabombardieri angloamericani: 54 tra feriti e membri dell'equipaggio della nave rimasero uccisi, altri 52 feriti. Balzano ed i superstiti della Perseo furono in prima fila nei lavori di spegnimenti degli incendi e di contenimento dei gravi danni riportati dalla nave, che riuscì infine a raggiungere la costa italiana sotto il comando dello stesso Balzano (che aveva sostituito il comandante della Principessa Giovanna, morto nell'attacco aereo).

## Comandanti
Tenente di vascello Domenico D’Elia (nato a Pisa il 19 giugno 1909) (giugno 1940 - novembre 1941)
Tenente di vascello Alessandro Cavriani (nato a Mantova il 21 giugno 1911) (novembre 1941 - settembre 1942)
Capitano di corvetta Saverio Marotta (nato a Falconara Marittima il 14 settembre 1911) (+) (20 settembre 1942 - 4 maggio 1943)